# 卢纶
卢纶（743年—800年1月15日），字允言，河中府蒲县（今山西省临汾市蒲县），祖籍范阳郡涿县（今河北省涿州市），出自范陽盧氏北祖第四房，中国唐朝中期诗人，大曆十才子之一。

## 生平
卢纶出身于范阳卢氏，天寶二年（743年）出生，后迁居蒲州。其父卢翰为地方小官，祖上世袭职位不高，卢纶自称“禀命孤且贱”。
卢纶于唐玄宗天宝末年中进士，但是旋即安史之乱爆发，未能为官，避乱于江西九江一带。乱平后，卢于唐代宗大历年间重新应试，但屡试不第。
大历六年（771年），受宰相元载和王缙先后举荐，出任集贤学士、秘书省校书郎，后升任监察御史。出为陕府户曹、河南密县令。大历十一年（776年），元载、王缙接連失勢，一贬一死，卢纶受牵连，不得重用。
唐德宗建中元年（780年），任昭应县令，贞元年间入河中节度使浑瑊幕，任检校户部郎中，后世稱“卢户部”。800年1月15日，卢纶在河中府龙兴精舍去世，葬于京兆府万年县少陵原家族墓地。

## 文学成就
卢纶是大历时期活跃的诗人，与司空曙、耿湋等人号称“大历十才子”。他的诗以五言为主，工于写景，形象鲜明，语言简练，代表作品包括《晚次鄂州》《塞下曲》《赴池州拜觐舅氏留上考功郎中舅》等。其《塞下曲》系列诗中刻画了边塞战争的艰苦与士兵的英勇，是唐代边塞诗中的经典之作。
全唐诗收其诗5卷。

## 家庭

### 曾祖
- 卢钊，永乐县县令[1]

### 祖父
- 卢祥玉，济州司马[1]

### 父母
- 卢之翰，魏郡临黄县县尉[1]
- 京兆韦氏，出自郿城公房，赠坊州刺史韦余庆曾孙女，殿中监、赠雎阳郡太守韦岳子孙女，京兆府金城县县令韦渐长女[1]

### 兄弟姐妹
- 卢绶，河中府宝鼎县县尉

### 夫人
- 赵绚，出自河东赵氏，监察御史、袭赵城县开国子赵君煦五代孙女，虢王府法曹参军赵政四代孙女，同州西河县丞、赠虢州刺史赵叡冲曾孙女，中书舍人、赠太子太傅赵良器孙女，中书舍人、□□州都督赵复之女[1]

### 子女
- 卢简武，后改名卢弘宣[1]
- 卢简能[1]
- 卢简求[1]
- 卢简思，后改名卢弘正[1]
- 卢简词[1]
- 卢氏，嫁赵郡李承聃[1]
- 卢氏，嫁陇西李文约[1]
- 卢氏[1]